# Macrodasys caudatus
Macrodasys caudatus  (лат.) — вид брюхоресничных червей из отряда Macrodasyida. Живут в пустотах между частицами осадка на дне моря, на мелководье. Распространены в Индийском, на северо-востоке Атлантического океана, в Средиземном и Северном морях.

## Морфология
Тело червеобразное с небольшими клеевыми пробками (позвоночникооразными структурами) по бокам. Голова не имеет отличий. Глоточные поры находятся в среднеглоточной области.

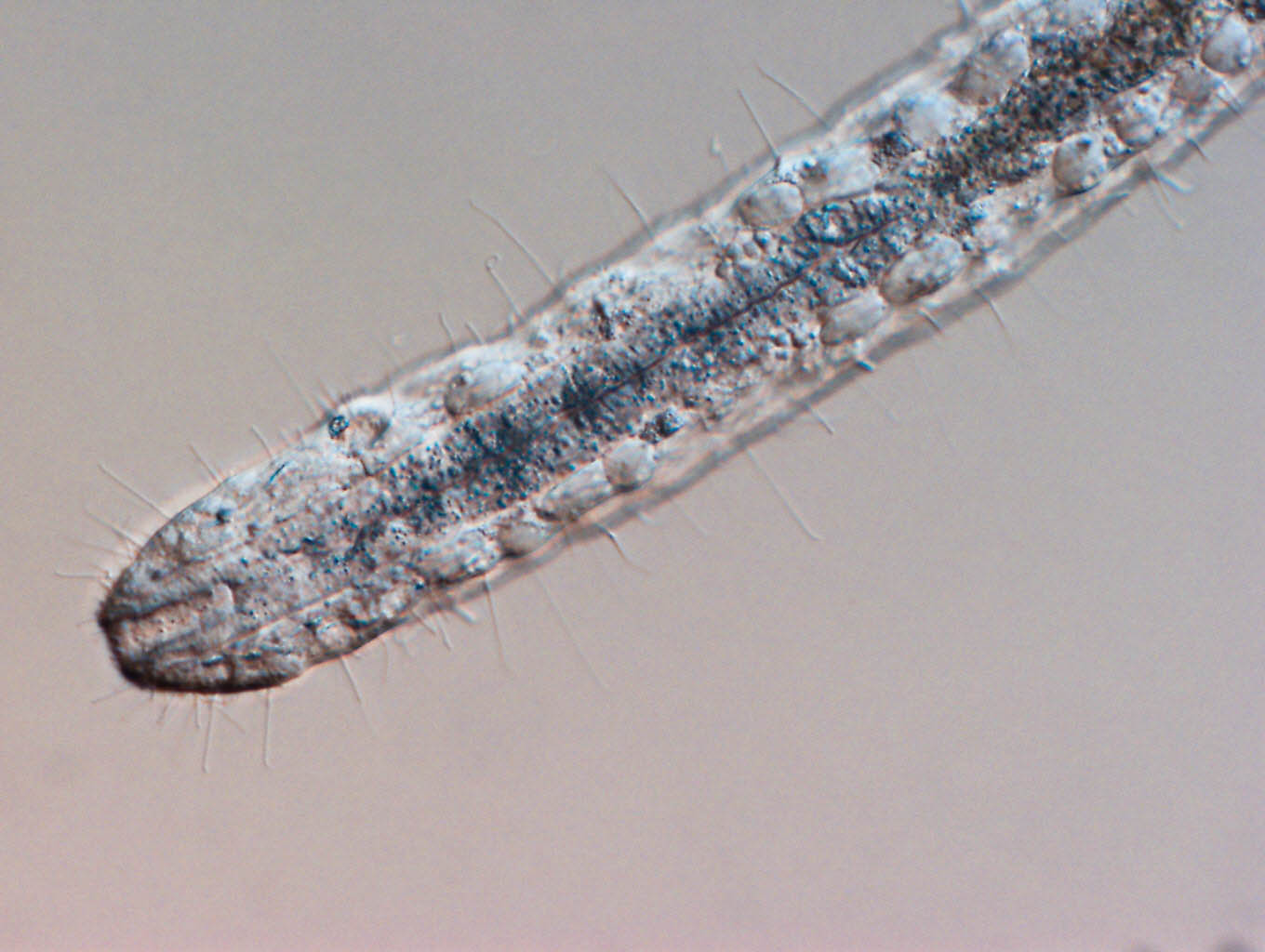
Передний конец тела

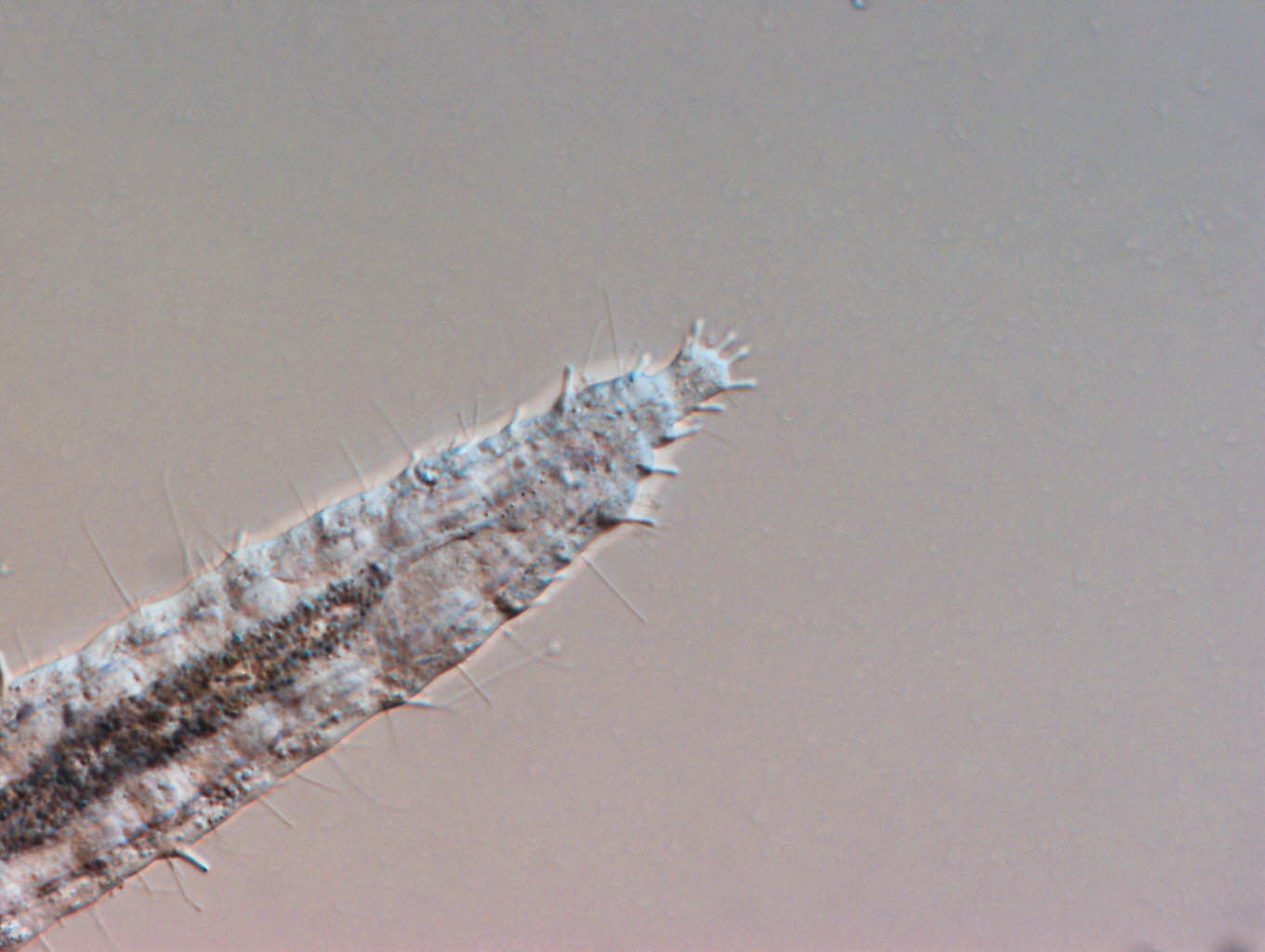
Задний конец тела

## Экология
Macrodasys caudatus — микроскопический водный червь (длина тела 0,06-3,0 мм), живущий в морской воде. Обитает между песчинок и частиц на морском дне. Пищу заглатывает при помощи мускульной глотки. Рацион состоит из микроводорослей, простейших и бактерий. На самих червей охотятся беспозвоночные и турбеллярии.

## Систематика
В 2013 году было описано 310 видов, относящихся к Macrodasyida, два из них не являются морскими обитателями. Филогенетические связи Gastrotricha (брюхоресничных червей) до сих пор не до конца ясны. Последние исследования показывают, что Gastrotricha относятся к Platyzoa.